# 目白
目白（日语：／ Mejiro */?）是東京都豐島區的町名。

## 地理
位於豐島區西部，鄰接同區南長崎、西池袋、南池袋、雜司谷、高田，新宿區高田馬場、下落合、中落合。是高級住宅區之一。
現在此地大部分為寧靜的住宅區，娛樂設施極少。作為知名的文教地區，與附近的目白台有許多幼兒教育私塾。
目白一丁目大部分為學習院大學校區（學習院大學、學習院高等科、學習院中等科）。目白通另一側的二丁目有川村學園。三～五丁目鄰接新宿區下落合與中落合。
豐島區「目白」與前首相田中角榮宅邸「目白御殿」、日本女子大學所在的文京區「目白台」常產生混淆。但兩地名稱皆是來自目白不動尊所在的台地「目白台」。

### 泛稱地名
泛稱地名的「目白」包含了新宿區下落合、中落合、西落合一部分，而椎名町與西池袋等距離目白稍遠的地區也有冠名「目白」的集合住宅。其中，明治時代近衛家、相馬家等舊華族大宅邸所在的下落合二～四丁目，以及現在的中落合一帶，在大正時代由箱根土地株式會社進行開發銷售，為「目白文化村」。下落合站與中井站一帶距離一般被稱作目白的「高地」較遠，且車站位於「高地」下，一般不稱作目白。而近鄰的文京區目白台與新宿區下落合（部分）因屬於此「高地」一部分，因此常被包含在「目白」的範圍內。

## 歷史
原為北豐島郡長崎町、高田町、雜司谷町、巢鴨町各一部分。1932年編入東京市，高田町、雜司谷町、巢鴨町各一部分合併成立目白町。1966年實施住居表示，成立現行的目白一～五丁目。

### 地名由來
來自於五色不動之一的目白不動。

## 交通

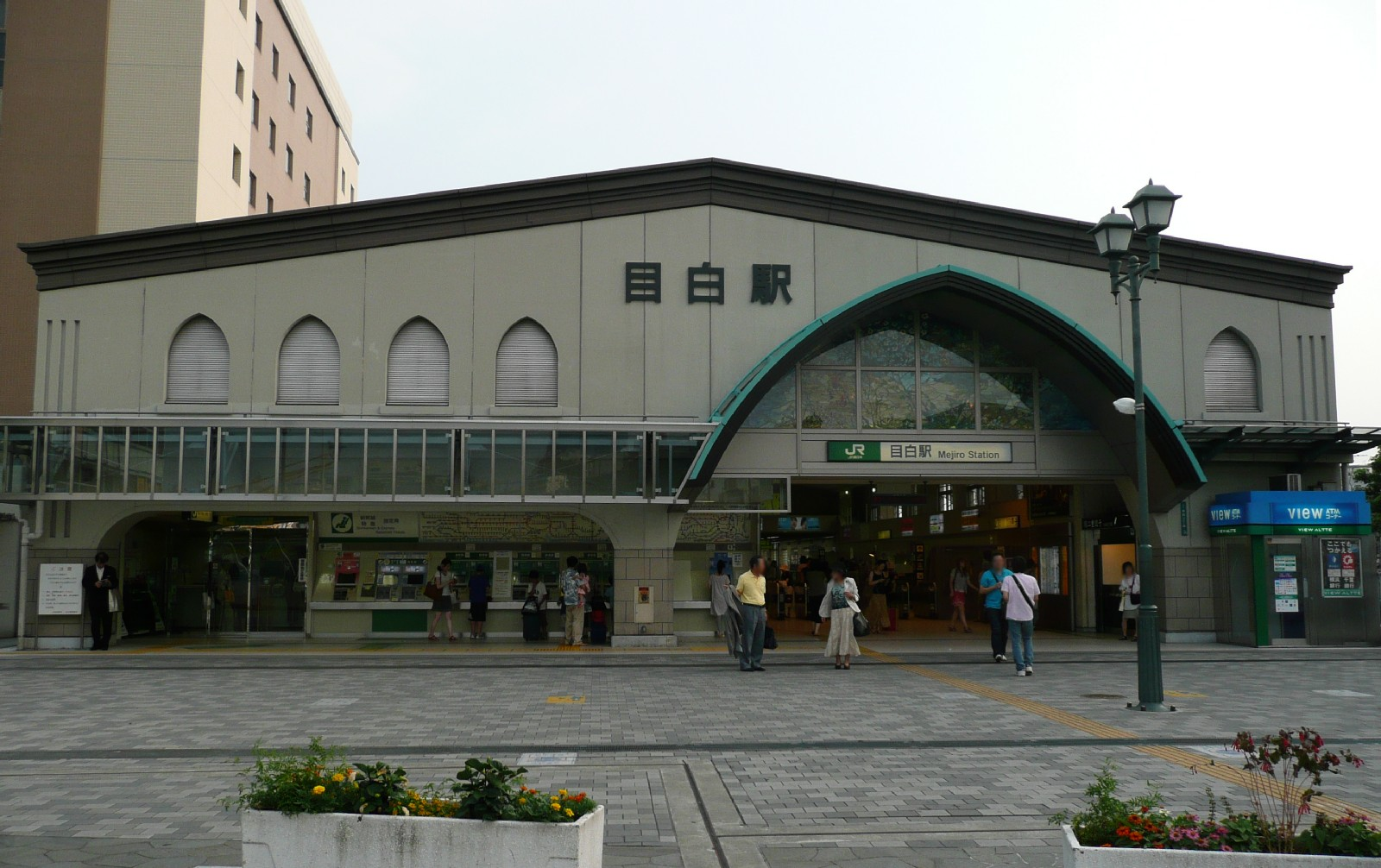
JR目白站

### 鉄道
- 目白站
  - JR山手線 - 內回（往上野、東京），外回（往新宿、澀谷）

### 路線巴士
- 目白警察署（日语：目白警察署）前
  - 池65系統 - 往練馬車庫前，往江古田二丁目，往池袋站東口（都營巴士）
  - 白61系統 - 往練馬車庫前，往新宿站西口（都營巴士）
  - 宿20，宿20-1系統 - 往池袋站東口，往目白五丁目，往新宿站西口（西武巴士）
- 目白站前
  - 池65系統 - 往練馬車庫前，往江古田二丁目，往池袋站東口（都營巴士）
  - 白61系統 - 往練馬車庫前，往新宿站西口（都營巴士）
  - 学05系統 - 往日本女子大前（直通）（都營巴士）
  - 宿20，宿20-1系統 - 往池袋站東口，往目白五丁目，往新宿站西口（西武巴士）
- 目白五丁目
  - 池65系統 - 往練馬車庫前，往江古田二丁目，往池袋站東口（都營巴士）
  - 白61系統 - 往練馬車庫前，往新宿站西口（都營巴士）
  - 池11系統 - 往池袋站西口，往中野站北口（國際興業巴士（日语：国際興業バス），關東巴士）
  - 宿02系統 - 往新宿站西口，往丸山營業所（日语：関東バス丸山営業所）（關東巴士）
  - 宿20，宿20-1系統 - 往池袋站東口，往新宿站西口（西武巴士）
- 椎名町站南口（國際興業巴士，關東巴士）
  - 池11系統 - 往池袋站西口，往中野站北口

### 道路
- 明治通
- 目白通 - 鄰接大學校區，但未形成學生街。
- 山手通
- 新目白通 - 指作為目白通繞道的放射7號線。通稱『十三間通』。僅通過目白附近，未接目白。

## 設施

### 目白一丁目
- 學習院
  - 學習院幼稚園（日语：学習院幼稚園）
  - 學習院初等科（日语：学習院初等科）
  - 學習院中等科、高等科（日语：学習院中等科・高等科）
  - 學習院大學
- 豐島區立千登世橋中學校
- 千登世橋（日语：千登世橋）

### 目白二丁目
- 東京消防廳豐島消防署目白出張所
- 目白警察署（日语：目白警察署）
- 豐島區立目白小學校（日语：豊島区立目白小学校）
- 學校法人川村學園（日语：学校法人川村学園）
  - 川村幼稚園（日语：川村幼稚園）
  - 川村小學校（日语：川村小学校）
  - 川村中學校、高等學校（日语：川村中学校・高等学校）
- 豐島區立目白第二保育園
- 米倉拳擊館（日语：ヨネクラボクシングジム）

### 目白三丁目
- 目白METS飯店（日语：ホテルメッツチェーン）
- Richmond Hotel（日语：ロイヤルホールディングス）東京目白
- 三菱東京UFJ銀行目白支店，目白駅前支店
- 三井住友銀行目白支店
- 里索那銀行池袋支店目白出張所
- 郵票博物館
- 德川黎明會（日语：徳川黎明会）
- 赤堀營養專門學校
- 草苑保育專門學校（日语：草苑保育専門学校）
  - 草苑幼稚園
- 河合針織設計專門學校（河合ニットデザイン専門学校）
- 目白庭園（赤鳥庵）

### 目白四丁目
- 目白第一區民集會室
- 豐島區立目白圖書館
- 目白之森
- 住友橡膠目白寮

### 目白五丁目
- 心身障害者福祉中心
- 豐島區立目白第一保育園
- 愛心幼稚園
- 日本外國語專門學校（日语：日本外国語専門学校）目白新館
- 目白福祉專門學校

## 備註
1. ↑  住民基本台帳による年齢別人口（平成26年7月1日現在） 的存檔，存档日期2014-12-08.

## 外部連結
- 豐島區官方網站 （页面存档备份，存于）
- 東京都豐島區町會連合會